# Ентре-Кампуш (станція метро)
38°44′49″ пн. ш. 9°8′53″ зх. д. / 38.74694° пн. ш. 9.14806° зх. д.
Е́нтре-Ќампуш (порт. Entre Campos) — станція Лісабонського метрополітену. Є однією з перших одинадцяти станцій метро у Лісабоні, в Португалії. Знаходиться у центральній частині міста. Розташована на Жовтій лінії (або Соняшника), між станціями «Кампу-Пекену» і «Сідаде-Універсітарія». Станція берегового типу, мілкого закладення. Введена в експлуатацію 29 грудня 1959 року . Розташована в першій зоні, вартість проїзду в межаї якої становить 0,75 євро. Назва станції походить від місця її розташування, тобто між двома аренами торад — «Малим Полем» (порт. Campo Pequeno) і «Великим Полем» (порт. Campo Grande). З моменту свого відкриття і аж до 1988 року була кінцевою станцією теперішньої Жовтої лінії. Станція є одним з найбільших пересадочних вузлів міста, оскільки має виходи до приміських поїздів Лінії Сінтри, Лінії Азамбужі, та міжміський сполучень Лінії Південної (Алгарве). Тут же проходить магістральна автомобільна вісь Північ-Південь (порт. Eixo Norte-Sul). 

## Опис
За архітектурою станція є однією з найбільших у Лісабонському метро з використанням бібліотечної тематики при декорації стін. Архітектор оригінального проєкту — Falcão e Cunha, художні роботи виконала — Maria Keil (першопочатковий вигляд станції). Станція зазнала двох реконструкцій. Спочатку у 1973 році в рамках архітектурного проєкту Dinis Gomes було збудовано додатковий вестибюль і подовжено платформи станції, які змогли приймати по 6 вагонів у кожному напрямку. Пізніше у 1993 році було реконструйовано два вестибюлі станції (архітектор — Sanchez Jorge, скульптор — Lagoa Henriques, гравюрник — Bartolomeu Cid dos Santos). Станція має два вестибюлі підземного типу (у південній та північній частинах), що мають шість основних виходів на поверхню і один перехід до однойменної залізничної станції. На станції заставлено тактильне покриття. 

## Режим роботи[5]
Відправлення першого поїзду відбувається з кінцевих станцій лінії:
- ст. «Рату» — 06:30
- ст. «Одівелаш» — 06:30

Відправлення останнього поїзду відбувається з кінцевих станцій лінії:
- ст. «Рату» — 01:00
- ст. «Одівелаш» — 01:00

## Галерея зображень

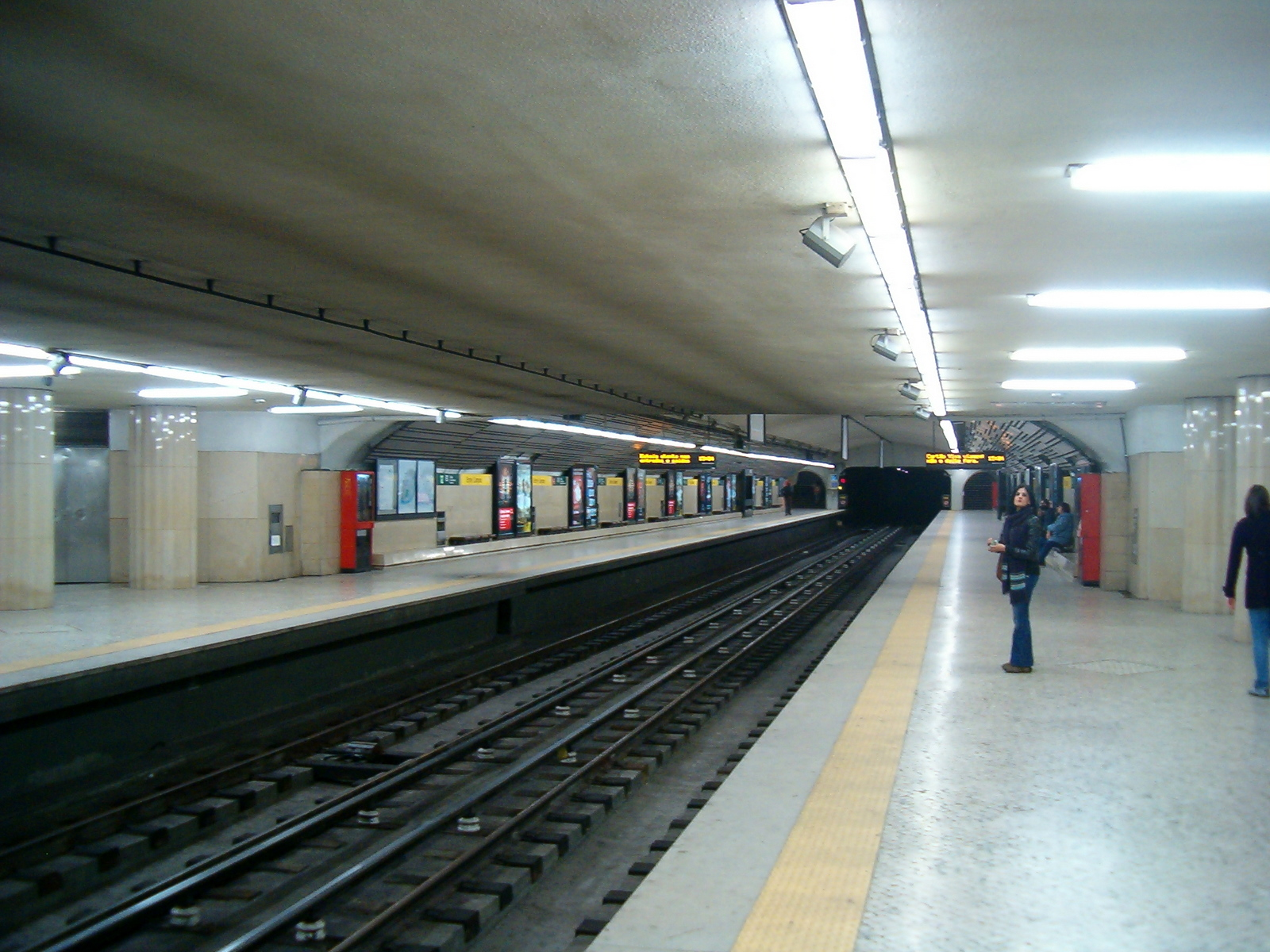
Головна зала станції
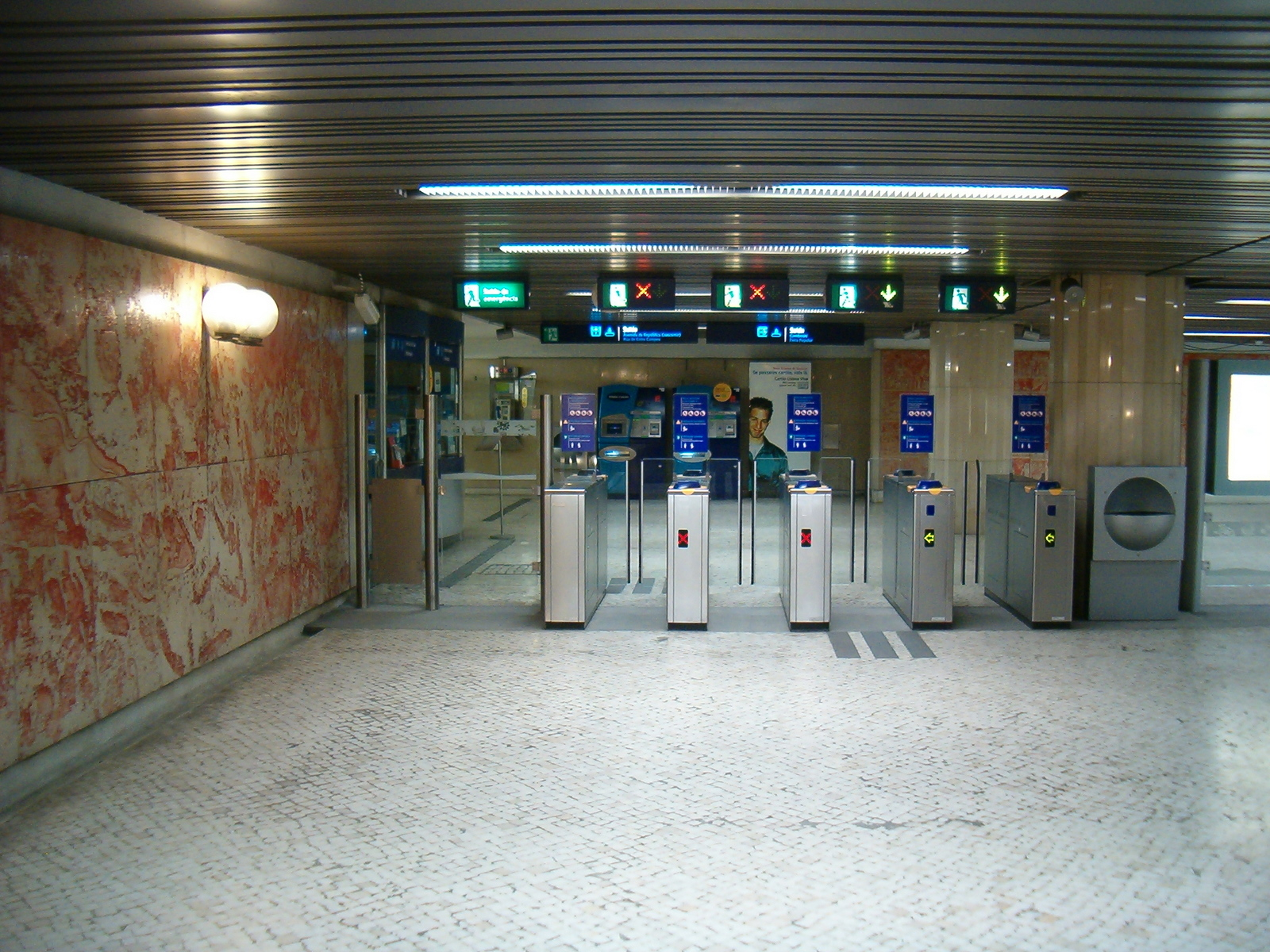
Пропускні турнікети
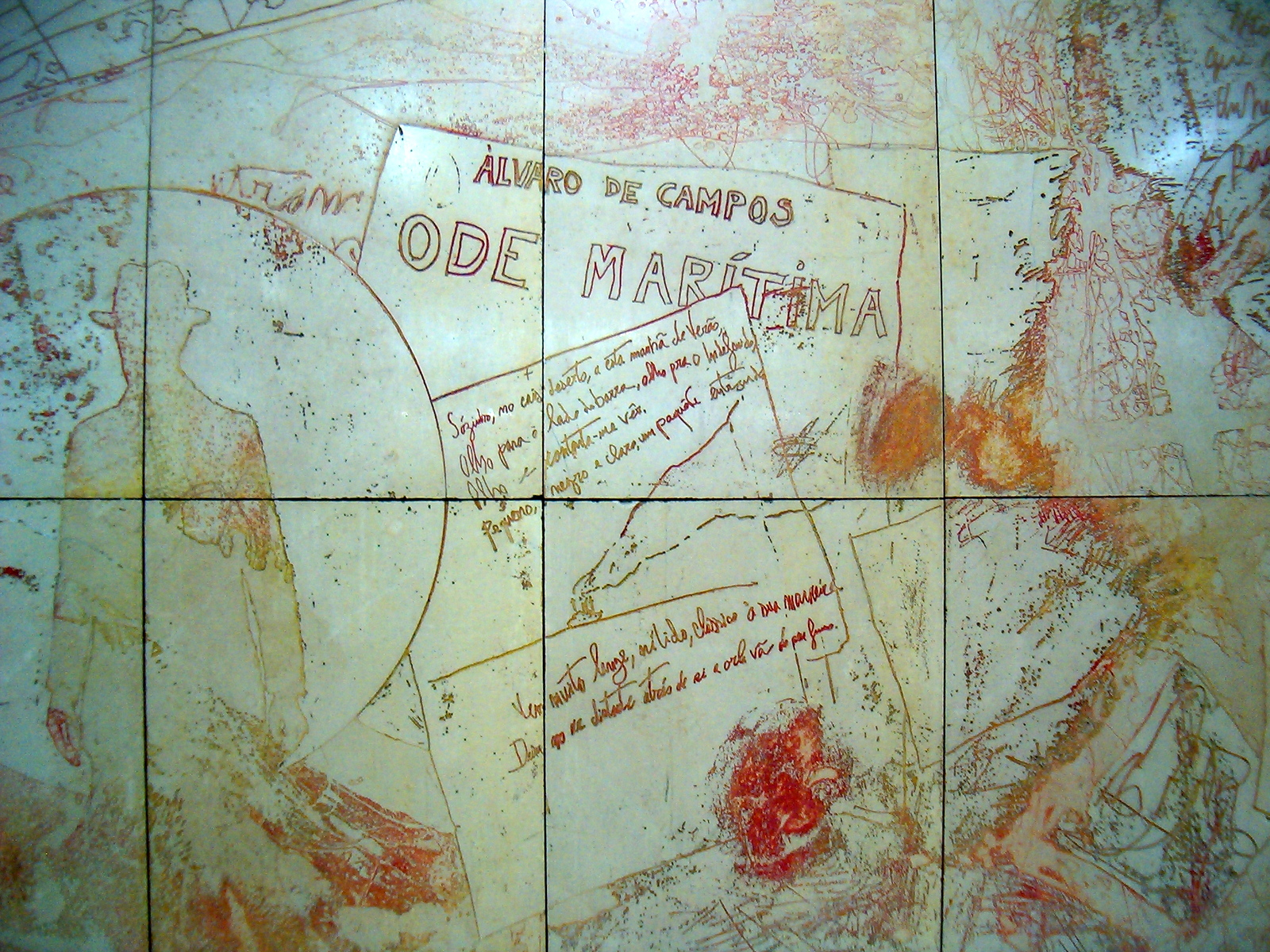
Декорація стін посадкових платформ
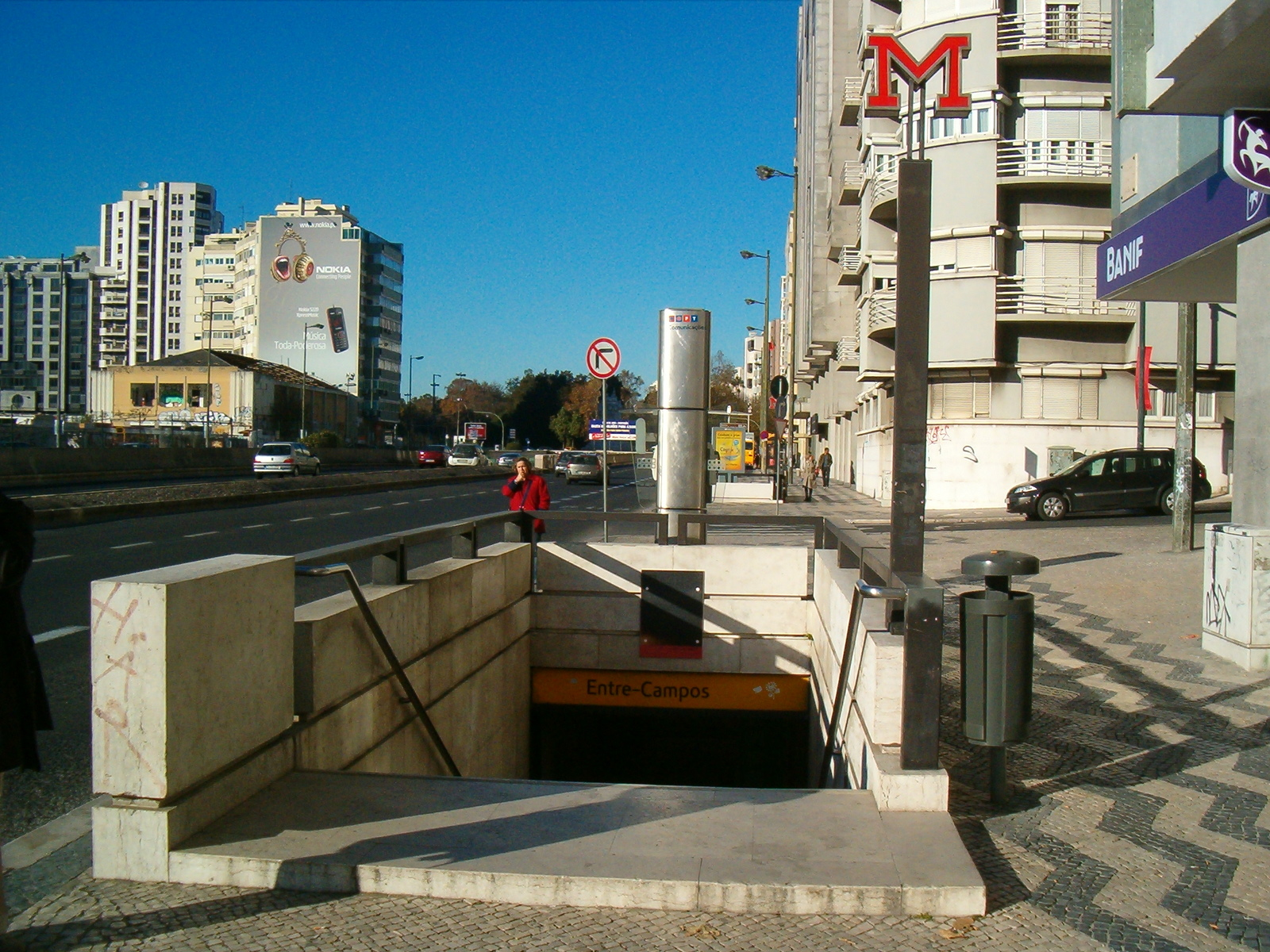
Вхід з вулиці